# Oskaloosa (Kansas)
Oskaloosa er en amerikansk by og administrativt centrum for det amerikanske county Jefferson County, i staten Kansas. I 2000 havde byen et indbyggertal på 1.165.
39°12′57″N 95°18′50″V / 39.2158°N 95.3139°V